# ثلوج النار
ثلوج النار (بالإنجليزية: Fire Snow) هي ظاهرة نادرة وغير مألوفة تحدث نتيجة احتراق غازات طبيعية أو صناعية فوق أو تحت طبقة من الثلوج، مما يؤدي إلى مشهد بصري يجمع بين عنصري النار والجليد في آن واحد. لوحظت هذه الظاهرة في مواقع صناعية ومناطق تحتوي على تسربات غازية طبيعية، خصوصاً في البيئات شديدة البرودة.

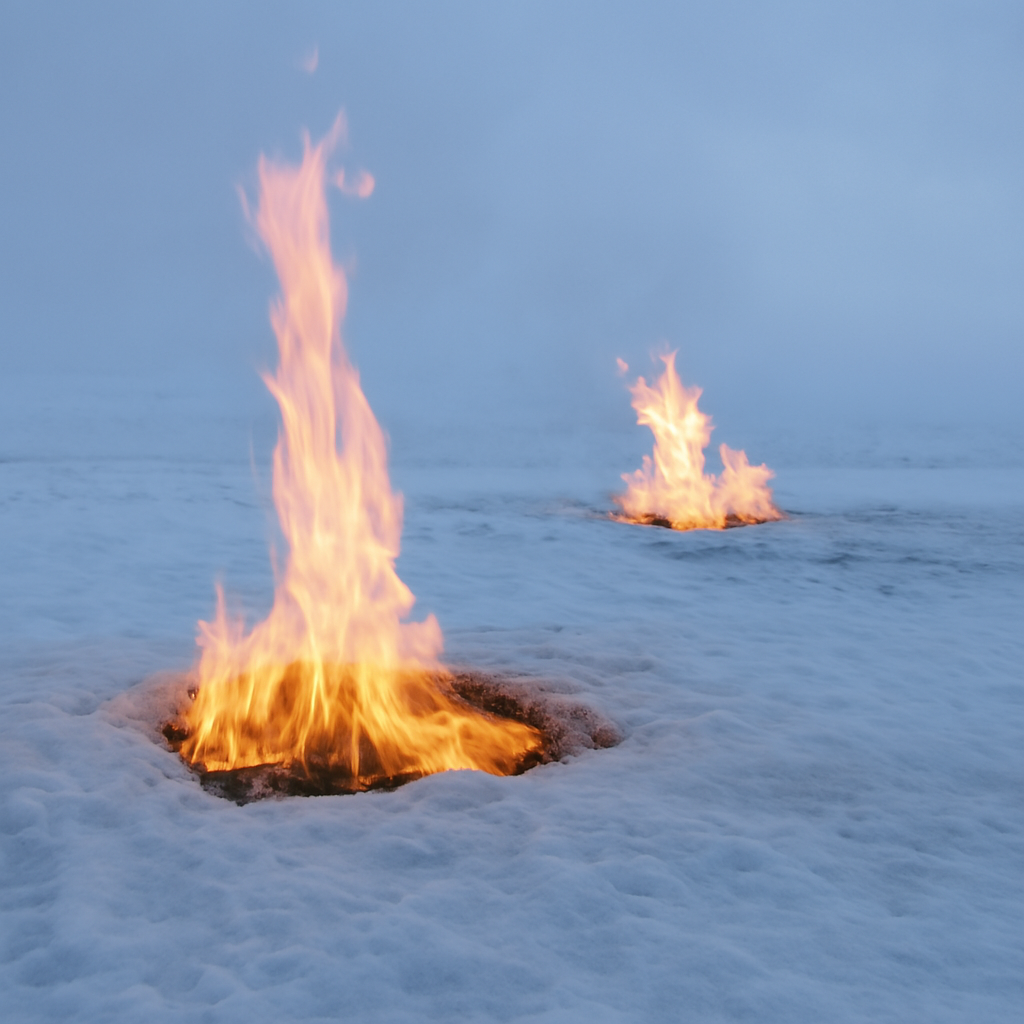
ظاهرة ثلوج النار حيث تندلع ألسنة لهب من فتحات في الثلج، نتيجة احتراق غازات تحت سطح جليدي.

## الوصف
تتجلى الظاهرة بظهور ألسنة لهب تخرج من فتحات أو شقوق في الثلج أو التربة المتجمدة، وغالباً ما تكون ناجمة عن تسرب غاز الميثان أو غازات قابلة للاشتعال. يمكن أن تستمر هذه النيران لفترات طويلة إذا استمرت الغازات بالتدفق من باطن الأرض.

## الأسباب العلمية
تعتمد ظاهرة "ثلوج النار" على توافر ثلاثة عناصر رئيسية:
- وجود مصدر غاز قابل للاشتعال (مثل غاز الميثان).[2]
- بيئة ثلجية أو جليدية تمنع تشتت الغاز بسرعة.
- وجود شرارة أو مصدر إشعال (طبيعي مثل البرق، أو صناعي مثل الشعلة أو الاحتكاك).

تشبه هذه الظاهرة جزئياً ما يحدث في "البراكين الطينية" أو "الثلج القابل للاشتعال" في سيبيريا، حيث يتفاعل الغاز المحتبس تحت التربة مع التغيرات الحرارية أو الضغط الجوي.

## أماكن الحدوث
رُصدت حالات محدودة من هذه الظاهرة في عدد من المناطق حول العالم، أبرزها:
- سيبيريا، روسيا: خاصة في مناطق التندرا الغنية بالميثان.
- ألاسكا، الولايات المتحدة: قرب مناطق التنقيب عن النفط والغاز.
- كندا: في المستنقعات المجمدة شمال البلاد.

كما سُجلت حالات صناعية مشابهة في منشآت الغاز الطبيعي المُسال (LNG) في مواسم الشتاء القارس.

## في الثقافة العامة
رغم ندرتها، ظهرت ظاهرة "ثلوج النار" في بعض الأعمال الأدبية والخيالية كرمز للتناقض بين الحرارة والبرودة، أو كصورة رمزية للكوارث البيئية الناتجة عن تدخل الإنسان في الطبيعة.

## المخاطر
تمثل الظاهرة خطراً محتملاً إذا وقعت بالقرب من المنشآت أو التجمعات السكنية، حيث أن احتراق الغازات قد يؤدي إلى انفجارات مفاجئة، بالإضافة إلى انبعاثات سامة غير مرئية.